# Svenska meteoritnedslag

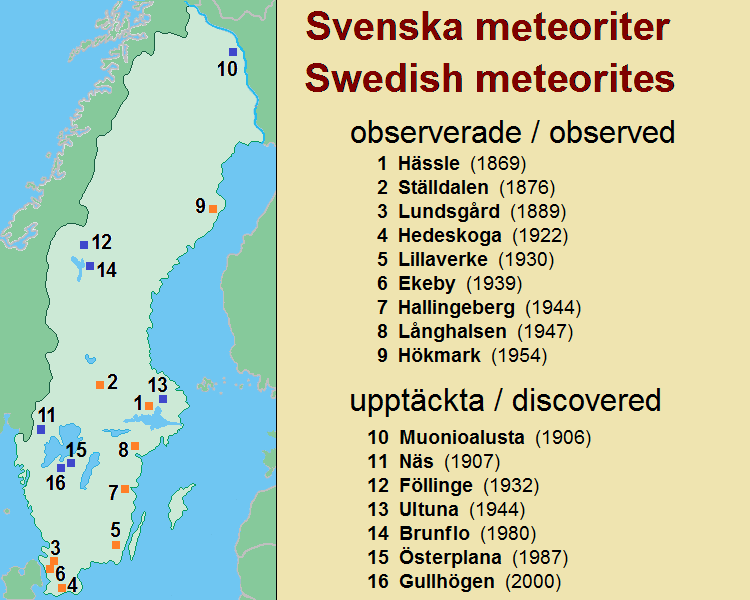
Karta över svenska meteoritnedslag

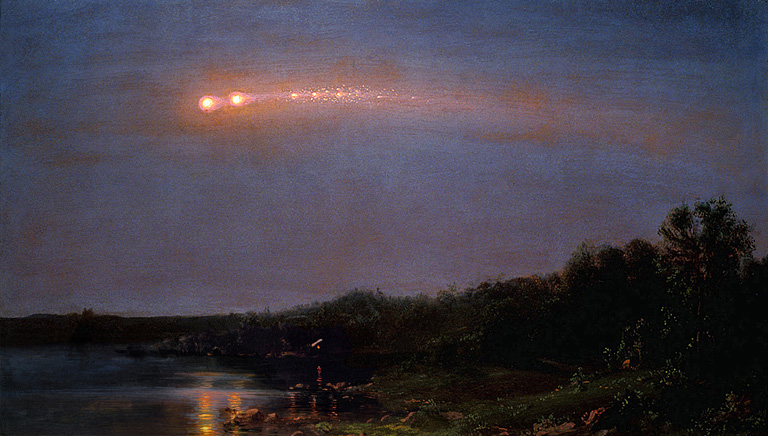
Meteoritnedslag (målning Frederic Edwin Church 1860).

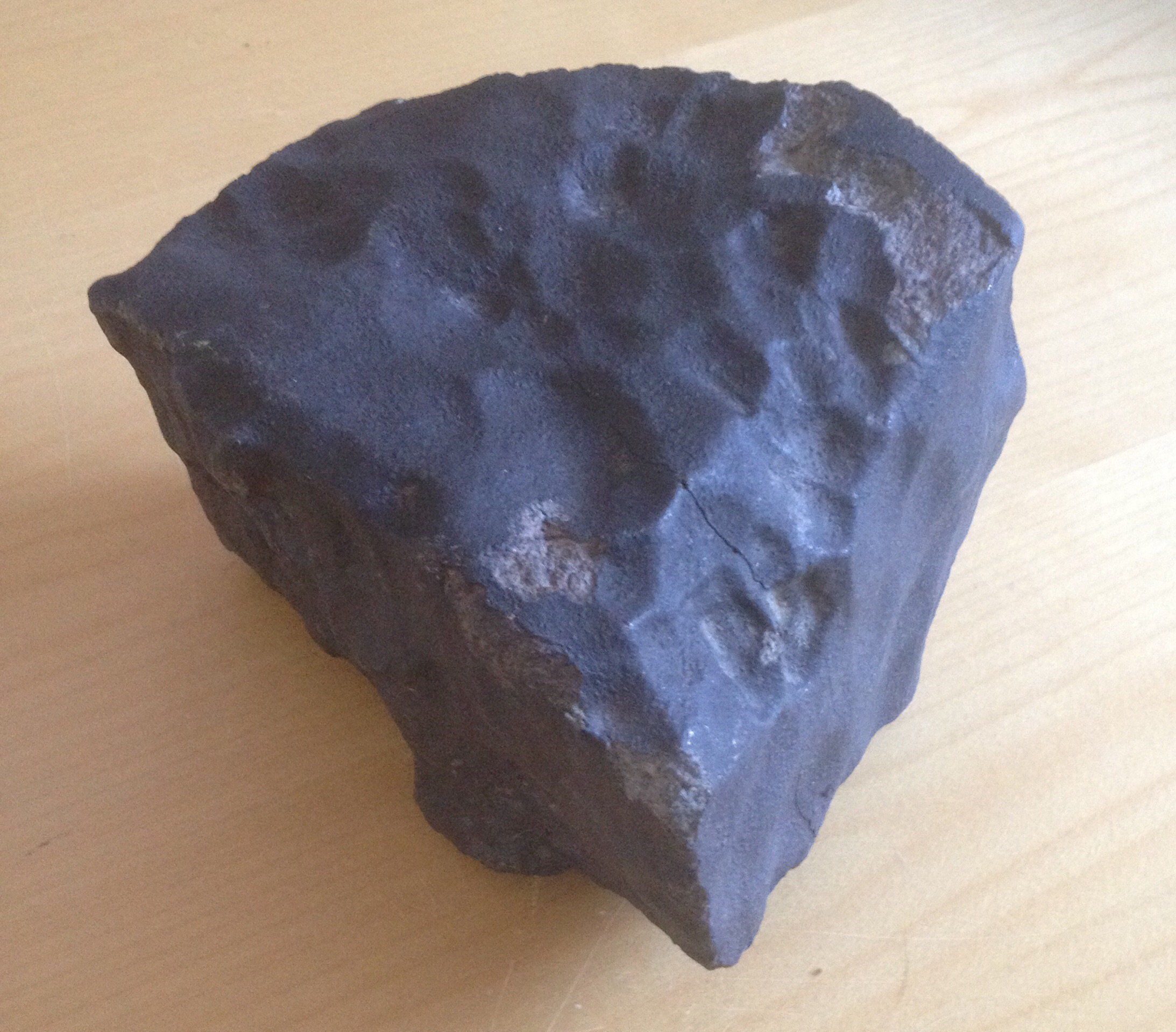
Ekebymeteoriten

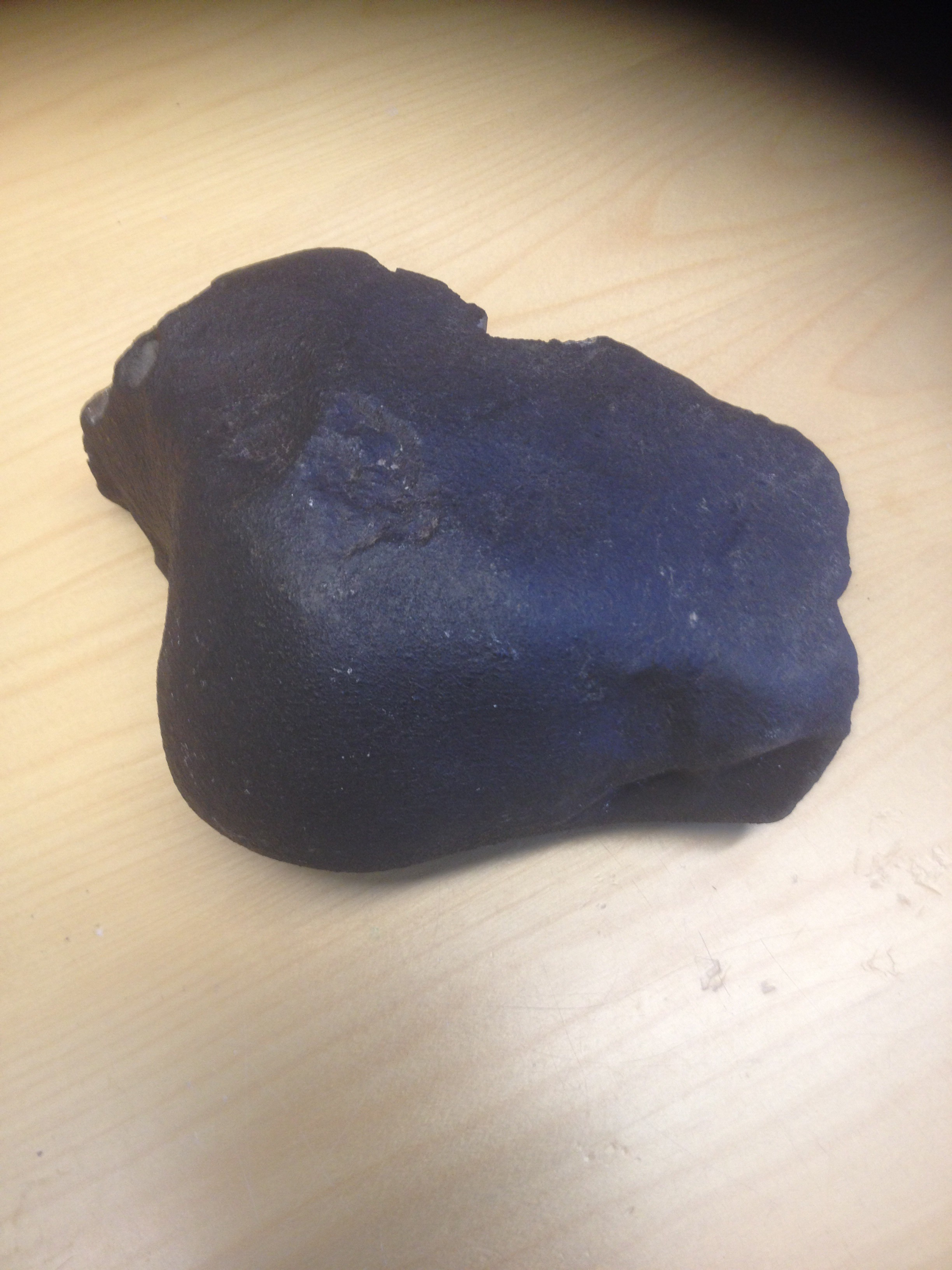
Hedeskogameteoriten

Svenska meteoritnedslag utgörs av 17 kända meteoritfynd (vissa med flera olika fynd i samma område), endast 9 av dessa fynd gjordes i samband med observerade nedslag.

## Bakgrund
Efter att en meteoroid tränger in i Jordens atmosfär förbränns den i regel fullständigt. En större meteoroid som når markytan kallas meteorit, vid stora meteoritnedslag kan en nedslagskrater bildas och meteoriten hamnar djup under ytan. Exempel på några av dessa är:
Dellensjöarna i Gävleborgs län,
Granby i Östergötlands län,
Hummeln i Kalmar län,
Locknekratern, Locknesjön i Jämtlands län,
Miensjön i Kronobergs län,
Målingen i Jämtlands län,
Siljansringen, Siljan i Dalarnas län,
Torkratern i Jämtlands län,
Tvären i Södermanlands län
Vid mindre meteoritnedslag kan man i regel hitta restbitar på markytan.

## Fyndplatser
Det första dokumenterade svenska meteoritnedslaget var Hesslemeteoriten som slog ned den 1 januari 1869 i Uppsala län.
Området med flest upptäckta bevarade meteoriter i Sverige är Muonionalusta vid Kitkiöjärvi i Norrbottens län. I början av juni 2008 hittade Thomas Österberg och Örjan Österberg den hittills största meteoriten med en vikt om cirka 1 200 kg och en diameter av 1 meter. Området med flest upptäckta fossila meteoriter är Österplana i Västra Götalands län.

### Observerade nedslag
| år   | namn                                                         | nedslagsplats              | typ          |
| ---- | ------------------------------------------------------------ | -------------------------- | ------------ |
| 1869 | Hesslemeteoriten                                             | Hässle, Uppsala län        | stenmeteorit |
| 1876 | Ställdalenmeteoriten                                         | Ställdalen, Örebro län     | stenmeteorit |
| 1889 | Lundsgårdmeteoriten                                          | Lundsgård, Skåne län       | stenmeteorit |
| 1922 | Hedeskogameteoriten                                          | Hedeskoga, Skåne län       | stenmeteorit |
| 1930 | Lillaverkemeteoriten                                         | Lillaverke, Kalmar län     | stenmeteorit |
| 1939 | Ekebymeteoriten                                              | Ekeby, Skåne län           | stenmeteorit |
| 1944 | Hallingebergmeteoriten                                       | Hallingeberg, Kalmar län   | stenmeteorit |
| 1947 | Långhalsenmeteoriten                                         | Vrena, Södermanlands län   | stenmeteorit |
| 1954 | Hökmarkmeteoriten                                            | Hökmark, Västerbottens län | stenmeteorit |
| 2020 | Refvelstameteoriten/Ådalenmeteoriten, namnet inte officiellt | Ådalen, Uppsala län        | järnmeteorit |

### Övriga nedslagsplatser
| upptäckt | namn                      | nedslagsplats                    | typ                 |
| -------- | ------------------------- | -------------------------------- | ------------------- |
| 1906     | Muonionalustameteoriterna | Kitkiöjärvi, Norrbottens län     | järnmeteorit        |
| 1907     | Näsmeteoriten             | Vårvik, Västra Götalands län     | stenmeteorit        |
| 1932     | Föllingemeteoriten        | Föllinge, Jämtlands län          | järnmeteorit        |
| 1944     | Ultunameteoriten          | Ultuna, Uppsala län              | stenmeteorit        |
| 1980     | Brunflometeoriten         | Brunflo, Jämtlands län           | fossil stenmeteorit |
| 1987     | Österplanameteoriterna    | Österplana, Västra Götalands län | fossil stenmeteorit |
| 2000     | Gullhögenmeteoriten       | Skövde, Västra Götalands län     | fossil stenmeteorit |
| 2016     | Parkajokimeteoriten       | Parkajoki, Norrbottens län       | järnmeteorit        |